# Songs of Innocence
Songs of Innocence — тринадцятий студійний альбом ірландського рок гурту U2, випущений 9 вересня 2014 року лейблами Island та Interscope. Продюсером альбому став Danger Mouse, а додатково продюсуванням займались Пол Епворт, Раян Теддер, Деклан Гаффні та Flood. Про вихід платівки було оголошено під час представлення нових продуктів компанії Apple і цього ж дня альбом став доступним безкоштовно в цифровому вигляді для всіх клієнтів iTunes Store. Він був ексклюзивним для iTunes, iTunes Radio і Beats Music до 13 жовтня 2014 року, коли його комерційно випустили Island і Interscope. Цифровий реліз зробив альбом доступним для більш ніж 500 мільйонів користувачів iTunes, що генеральний директор Apple Тім Кук назвав «наймасштабнішим випуском альбому за всю історію».
Після комерційного виходу «Songs of Innocence» було продано лише 101 000 копій у Північній Америці, де він протримався в чартах протягом восьми тижнів у США та дев'яти тижнів у Великій Британії. Платівка була номінована на «Греммі» як найкращий рок-альбом. Прес-тур U2 був перерваний після того, як Боно отримав серйозну травму в результаті велосипедної аварії. Після його одужання U2 підтримали альбом успішним туром Innocence + Experience Tour у 2015 році, а у 2017 році випустили супровідний альбом «Songs of Experience».

## Список пісень
Автор слів Боно і Едж, автор музики U2. 
| #     | Назва                                  | Продюсер(и)                          | Тривалість |
| ----- | -------------------------------------- | ------------------------------------ | ---------- |
| 1.    | «The Miracle (of Joey Ramone)»         | Danger Mouse Пол Епворт Раян Теддер  | 4:16       |
| 2.    | «Every Breaking Wave»                  | Danger Mouse Теддер Деклан Гафні [a] | 4:13       |
| 3.    | «California (There Is No End to Love)» | Гафні Епворт Danger Mouse            | 4:00       |
| 4.    | «Song for Someone»                     | Теддер Flood                         | 3:47       |
| 5.    | «Iris (Hold Me Close)»                 | Епворт Теддер Danger Mouse [a]       | 5:20       |
| 6.    | «Volcano»                              | Гафні Епворт [a]                     | 3:15       |
| 7.    | «Raised by Wolves»                     | Гафні Danger Mouse                   | 4:06       |
| 8.    | «Cedarwood Road»                       | Danger Mouse Епворт                  | 4:26       |
| 9.    | «Sleep Like a Baby Tonight»            | Danger Mouse                         | 5:02       |
| 10.   | «This Is Where You Can Reach Me Now»   | Danger Mouse                         | 5:06       |
| 11.   | «The Troubles»                         | Danger Mouse Гафні [a]               | 4:46       |
| 48:11 |                                        |                                      |            |

| Додаткова пісня вінілового видання | Додаткова пісня вінілового видання | Додаткова пісня вінілового видання |
| #                                  | Назва                              | Тривалість                         |
| ---------------------------------- | ---------------------------------- | ---------------------------------- |
| 12.                                | «The Crystal Ballroom» (12" mix)   | 7:30                               |

| Додаткові пісні делюск видання | Додаткові пісні делюск видання | Додаткові пісні делюск видання |
| #                              | Назва | Тривалість                     |
| ------------------------------ | --- | ------------------------------ |
| 1.                             | «Lucifer's Hands» | 3:55                           |
| 2.                             | «The Crystal Ballroom» | 4:40                           |
| 3.                             | «Acoustic Sessions" - 1. «Every Breaking Wave» - 2. «California (There Is No End to Love)» - 3. «Raised by Wolves» - 4. «Cedarwood Road» - 5. «Song for Someone» - 6. «The Miracle (of Joey Ramone) (Busker Version)» | 22:49                          |
| 4.                             | «The Troubles» (альтернативна версія) | 4:32                           |
| 5.                             | «Sleep Like a Baby Tonight» (Alternative Perspective Mix by Чад Блейк) (включаючи „Invisible“ як прихований трек) | 11:06                          |
| 46:58                          | |                                |

| Додаткові пісні японського делюкс видання | Додаткові пісні японського делюкс видання | Додаткові пісні японського делюкс видання |
| #                                         | Назва                                     | Тривалість                                |
| ----------------------------------------- | ----------------------------------------- | ----------------------------------------- |
| 6.                                        | «Invisible»                               | 4:45                                      |
| 7.                                        | «The Crystal Ballroom» (12» mix)          | 7:27                                      |

Notes
- ↑  – додаткове продюсування

## Чарти
| Чарт (2014)                                          | Найвища позиція |
| ---------------------------------------------------- | --------------- |
| Австралія Australian Albums (ARIA)                   | 7               |
| Австрія Austrian Albums (Ö3 Austria)                 | 2               |
| Бельгія Belgian Albums (Ultratop Flanders)           | 2               |
| Бельгія Belgian Albums (Ultratop Wallonia)           | 1               |
| Brazilian Albums (ABPD)                              | 7               |
| Канада Canadian Albums (Billboard)                   | 5               |
| Хорватія Croatian Foreign Albums (IFPI)              | 1               |
| Чехія Czech Albums (ČNS IFPI)                        | 1               |
| Данія Danish Albums (Hitlisten)                      | 3               |
| Нідерланди Dutch Albums (MegaCharts)                 | 1               |
| Фінляндія Finnish Albums (Suomen virallinen lista)   | 10              |
| Франція French Albums (SNEP)                         | 1               |
| Німеччина German Albums (Offizielle Top 100)         | 2               |
| Greek Albums (IFPI)                                  | 2               |
| Угорщина Hungarian Albums (MAHASZ)                   | 13              |
| Ірландія Irish Albums (IRMA)                         | 2               |
| Італія Italian Albums (FIMI)                         | 1               |
| Japanese Albums (Oricon)                             | 3               |
| Нова Зеландія New Zealand Albums (Recorded Music NZ) | 6               |
| Норвегія Norwegian Albums (VG-lista)                 | 6               |
| Польща Polish Albums (ZPAV)                          | 1               |
| Португалія Portuguese Albums (AFP)                   | 1               |
| Шотландія Scottish Albums (OCC)                      | 4               |
| Південна Корея Korean International Albums (GAON)    | 13              |
| Іспанія Spanish Albums (PROMUSICAE)                  | 1               |
| Швеція Swedish Albums (Sverigetopplistan)            | 2               |
| Швейцарія Swiss Albums (Schweizer Hitparade)         | 3               |
| Велика Британія UK Albums (OCC)                      | 6               |
| США Billboard 200                                    | 9               |
| США Top Tastemaker Albums (Billboard)                | 1               |

| Чарт (2014)                        | Позиція |
| ---------------------------------- | ------- |
| Belgian Albums (Ultratop Flanders) | 54      |
| Belgian Albums (Ultratop Wallonia) | 47      |
| Dutch Albums (Album Top 100)       | 24      |
| French Albums (SNEP)               | 30      |
| German Albums (Offizielle Top 100) | 63      |
| Italian Albums (FIMI)              | 12      |
| Polish Albums (ZPAV)               | 17      |
| Spanish Albums (PROMUSICAE)        | 37      |
| Swiss Albums (Schweizer Hitparade) | 82      |
| US Alternative Albums (Billboard)  | 47      |

| Чарт (2015)                        | Позиція |
| ---------------------------------- | ------- |
| Belgian Albums (Ultratop Flanders) | 92      |
| Belgian Albums (Ultratop Wallonia) | 100     |
| Dutch Albums (Album Top 100)       | 77      |
| French Albums (SNEP)               | 120     |
| Italian Albums (FIMI)              | 50      |
| Spanish Albums (PROMUSICAE)        | 73      |

## Сертифікації
| Регіон | Сертифікація  | Продажі  |
| --- | ------------- | -------- |
| Австрія (IFPI Austria) | Платиновий    | 15 000*  |
| Бразилія (ABPD) Deluxe edition | Золотий       | 20 000*  |
| Німеччина (BVMI) | Золотий       | 100 000  |
| Італія (FIMI) | 2× Платиновий | 100 000* |
| Нідерланди (NVPI) | Платиновий    | 40 000^  |
| Польща (ZPAV) | 2× Платиновий | 40 000*  |
| Португалія (AFP) | Золотий       | 7500^    |
| Сінгапур (RIAS) | Платиновий    | 10 000*  |
| Іспанія (PROMUSICAE) | Золотий       | 20 000^  |
| Велика Британія (BPI) | Срібний       | 60 000*  |
| *продажі, що базуються лише на сертифікаціях · ^відвантаження, що базуються лише на сертифікаціях · продажі+прослуховування, що базуються лише на сертифікаціях |               |          |